# 祁家威
祁 家威（キ カイ、チー・ジアウェイ、1958年8月2日 - ）は、中華民国（台湾）のゲイの公民権活動家である。
2020年、彼は『タイム』の世界で最も影響力のある100人のリストに含まれた。

## 積極的行動主義
1986年、祁は彼の性的指向とエイズやHIVの蔓延を防ぐためのキャンペーンの開始を発表するための記者会見をマクドナルドで催し、台湾で最初の、national televisionでゲイであることをカムアウトした人物になった。
祁はまた、同性結婚の承認を主張した。1986年、祁は公認された結婚の許可証の要請をTaipei District Court notary officeに訴えたが、それはすぐに却下された。彼の立法院への嘆願もまた「同性愛は少数の変態だ。情欲を満たしたいだけの彼らは、公序良俗に反する」として拒否された。その後すぐの8月15日、彼は強盗に関わったとして警察に拘留されたが、彼は事実でないと否定した。5年の刑の宣告、その年の162日間収監された後、審判によって恩赦され解放された。彼の投獄は反体制派への翌年に終わる白色テロ時代の終わりの通例であった。なお彼は、Tucheng Detention Centerに拘留され、その際、陳水扁を含む政治犯4人で一つの部屋に入れられた。他の3人には全員、刑務所に食べ物を送ってくれる妻がおり、それは4人の間で等しく分けられた。
1988年に現在のパートナに出会ってからは、祁は同国で唯一のエイズ・HIVの活動家として働いた。エイズ・HIV患者のためのhalfway houseを運営し、同国のLGBTコミュニティの間にはより安全なセックスを提唱した。2000年、彼が地元のクレジットカード会社とエイズ患者を借金取りとして雇う契約を結んだとき、彼は台湾のLGBTコミュニティでの論争を巻き起こした。活動家らは危険のさらされた人々に対して搾取的として非難した。
法務部が1994年に異性間の結婚しか認めない裁定を下すと、祁は1998年に再び許可証を得ることを試みて、200年10月、最終的に、彼らの拒否に対する結婚を許可すべき正当な理由を提示するためにCouncil of Grand Justiceに上訴した。明細に述べてない現行の法と規定が中華民国憲法に矛盾するとして訴えを却下した。
2013年3月21日、もう一度許可証を求めた。彼が与えることを拒否されたとき、上位のTaipei City Government's Department of Civil Affairsに訴え、合憲かどうかTaipei Higher Administrative Court、2015年にはSupreme Administrative Courtに委ねられた。祁と当局の両方が、問題の憲法で認められる解釈を求め、裁判を台湾の民法が同性結婚を認めるべきかどうか否か、認めない場合は、適用される中華民国憲法の箇条、平等と婚姻の自由に違反しないかどうかに焦点を合わせるよう要請した。 2017年5月24日、司法院大法官会議は、釈字第748号「同性の二人による婚姻の自由に関する憲法解釈」で、民法の婚姻の規制は憲法に反していることを裁決し、そして同性カップルが2019年5月24日までに結婚を許されるようにも裁定した。

## メディア
台湾映画『君の心に刻んだ名前』の監督は祁に敬意を表しており、彼をベースにした、コンドームで作られた有名な衣装を着て、「同性恋不是病（同性愛は病気じゃない）」とある看板を持つ登場人物を見ることができる。制作チームはこの場面を含める前に祁に話している。